# Petite-Rochelle
Pour l’article homonyme, voir Rochelle.
Petite-Rochelle était un village de la Nouvelle-France, en Gaspésie. Il était situé à l'est du village actuel de Pointe-à-la-Croix, au Québec, au bord du fleuve Ristigouche.
Le village a été fondé par les Micmacs, qui étaient au nombre de 500. Entre 1758 et 1760, plus de 1000 Acadiens rescapés de la déportation des Acadiens s'y réfugièrent. Certains, devenus corsaires, attaquaient les bateaux britanniques. En juillet 1760, durant la bataille de la Ristigouche, les 200 maisons du village furent brûlées par les troupes britanniques du général James Wolfe. Les habitants se sont établis par la suite à d'autres endroits de la baie des Chaleurs et, selon certains historiens, ont joué un rôle important dans la présence acadienne au Nouveau-Brunswick et en Gaspésie. Parmi ces familles, il y avait les Arseneault, les Bernard, les Blanchard, les Bois et les Bourgeois.
Le site du village a été fouillé par des archéologues à l'été 2008, à l'occasion du 250e anniversaire de l'arrivée des Acadiens. Les fouilles ont été commandées par la Société historique Machault, grâce à une subvention du gouvernement du Québec.